# Каминский, Андрей Варфоломеевич
Андре́й Варфоломе́евич Ками́нский (укр. Андрій Варфоломійович Камінський; 1873, Угнев, Галиция — 1957, Марибор, Югославия) — украинский писатель и публицист, галицкий политический деятель.

## Биография
Родился 30 августа 1873 года в Угневе (Галиция).
Увлёкшись идеями Михаила Драгоманова, посещал вече радикальной партии в сёлах Покутья. Дружил и переписывался с Михаилом Павликом, Левко Бачинским.
В публицистических брошюрах выступал за улучшение образования народа. Предлагал собирать деньги на учреждение частного университета с теологическим, философским и юридическим факультетами, высказал идею славянской федерации, панрусизма под опекой России, вывел в своих статьях негативный тип галицийского интеллигента-приспособленца. Иван Франко критиковал взгляды Каминского, называя их «рутенством».
Учительствовал 1903—1904 годы в Коломийской гимназии (ныне Ивано-Франковская область Украины). Уволен за нелояльность к австрийскому правлению в Галиции.
С 1906 по 1918 год был соредактором газеты «Свобода», старейшего в США украинского органа.
После Первой мировой войны некоторое время жил в Испании и Алжире. В 1920 году вернулся в село Угнев. Польское правительство не позволило Каминскому жить в Галиции, в связи с чем в 1921 году он переезжает в Югославию.
В 1920-е годы возглавлял Социалистическую партию Галиции.
Умер 17 февраля 1957 года в Мариборе (Югославия).

## Произведения
- Камінський А. Восток і Запад: Повість. — Коломия, 1903.
- Андрей Камінський «Загадка Украіни і Галиччини» — Львів, 1927.